# 평창군수
평창군수는 강원특별자치도 평창군의 군수이다.

## 역대 평창군수
| 대수   | 이름   | 임기                               | 비고            |
| ------ | ------ | ---------------------------------- | --------------- |
| -      | 심상대 | 1945년 9월 ~ 1946년 8월            | 강원도 평창군수 |
| -      |        | 1946년 9월 ~ 1947년 8월            | 강원도 평창군수 |
| -      |        | 1947년 9월 ~ 1948년 8월            | 강원도 평창군수 |
| 제1대  | 김유인 | 1948년 8월 15일 ~ 1949년 3월 1일   | 강원도 평창군수 |
| 제2대  | 심경섭 | 1949년 5월 5일 ~ 1949년 11월 3일   | 강원도 평창군수 |
| 제3대  | 지춘식 | 1949년 11월 3일 ~ 1950년 12월 25일 | 강원도 평창군수 |
| 제4대  | 최준성 |                                    | 강원도 평창군수 |
| 제5대  | 한영현 |                                    | 강원도 평창군수 |
| 제6대  | 이원규 |                                    | 강원도 평창군수 |
| 제7대  | 김재웅 |                                    | 강원도 평창군수 |
| 제8대  | 남원수 |                                    | 강원도 평창군수 |
| 제9대  | 장영상 |                                    | 강원도 평창군수 |
| 제10대 | 이종호 |                                    | 강원도 평창군수 |
| 제11대 | 이영수 |                                    | 강원도 평창군수 |
| 제12대 | 김수근 |                                    | 강원도 평창군수 |
| 제13대 | 박석권 |                                    | 강원도 평창군수 |
| 제14대 | 김재기 |                                    | 강원도 평창군수 |
| 제15대 | 이강준 |                                    | 강원도 평창군수 |
| 제16대 | 정용덕 |                                    | 강원도 평창군수 |
| 제17대 | 이돈화 |                                    | 강원도 평창군수 |
| 제18대 | 김영진 |                                    | 강원도 평창군수 |
| 제19대 | 박수균 |                                    | 강원도 평창군수 |
| 제20대 | 정영철 |                                    | 강원도 평창군수 |
| 제21대 | 김운기 |                                    | 강원도 평창군수 |
| 제22대 | 정연상 |                                    | 강원도 평창군수 |
| 제23대 | 김진환 |                                    | 강원도 평창군수 |
| 제24대 | 박원기 |                                    | 강원도 평창군수 |
| 제25대 | 김재수 |                                    | 강원도 평창군수 |
| 제26대 | 홍순일 |                                    | 강원도 평창군수 |
| 제27대 | 전동빈 |                                    | 강원도 평창군수 |
| 제28대 | 김인하 |                                    | 강원도 평창군수 |
| 제29대 | 김기열 |                                    | 강원도 평창군수 |
| 제30대 | 정호돈 |                                    | 강원도 평창군수 |
| 제31대 | 이성규 |                                    | 강원도 평창군수 |
| 제32대 | 이명기 |                                    | 강원도 평창군수 |
| 제33대 | 백용덕 |                                    | 강원도 평창군수 |
| 제34대 | 김용욱 |                                    | 강원도 평창군수 |
| 제35대 | 권혁승 |                                    | 강원도 평창군수 |
| 제36대 | 권혁승 |                                    | 강원도 평창군수 |
| 제37대 | 권혁승 |                                    | 강원도 평창군수 |
| 제38대 | 이석래 | 2010년 7월 1일 ~ 2014년 6월 30일   | 강원도 평창군수 |
| 제39대 | 심재국 | 2014년 7월 1일 ~ 2018년 6월 30일   | 강원도 평창군수 |
| 제40대 | 한왕기 | 2018년 7월 1일 ~ 2022년 6월 30일   | 강원도 평창군수 |
| 제41대 | 심재국 | 2022년 7월 1일 ~                   | 강원도 평창군수 |

## 같이 보기
- 평창군수 선거